# Saint-Pierre, Jura
Saint-Pierre là một xã trong vùng hành chính Franche-Comté, thuộc tỉnh Jura, quận Saint-Claude, tổng Saint-Laurent-en-Grandvaux. Tọa độ địa lý của xã là 46° 34' vĩ độ bắc, 05° 55' kinh độ đông. Saint-Pierre nằm trên độ cao trung bình là 882 mét trên mực nước biển, có điểm thấp nhất là 846 mét và điểm cao nhất là 1134 mét. Xã có diện tích 16.37 km², dân số vào thời điểm 2005 là 327 người; mật độ dân số là 20 người/km².

## Thông tin nhân khẩu
| 1962 | 1968 | 1975 | 1982 | 1990 | 1999 |
| ---- | ---- | ---- | ---- | ---- | ---- |
| 141  | 163  | 185  | 204  | 239  | 316  |

## Địa điểm tham quan
Nhà thờ Saint-Pierre được xây trong thế kỉ thứ 19 thay cho một nhà thờ từ thế kỉ thứ 17.